# پنجمین مراسم گلدن گلوب
۵مین مراسم گلدن گلوب برای ارج نهادن به بهترین دستاوردهای فیلمسازی سال ۱۹۴۷ در ۱۰ مارس سال ۱۹۴۸ هتل روزولت هالیوود در لس آنجلس کالیفرنیا برگزار شد.این برای دومین سال پیاپی است که مراسم گلدن گلوب در این هتل برگزار میشود و برای اولین بار است که محل مراسم نسبت به سال قبل تغییر نمی‌کند.
در پنجمین مراسم گلدن گلوب برای اولین بار بازیگران بریتانیایی برنده بهترین بازیگر نقش اول و مکمل مرد میشوند. روسالیند راسل برای دومین سال پیاپی است که برنده گوی زرین میشود. او پس از اینگرید برگمن دومین بازیگر زنی است که توانسته دو بار پیاپی برنده بهترین بازیگر نقش اول شود.

## برندگان

### جایزه گلدن گلوب بهترین فیلم – درام
قرارداد شرافتمندانه directed by الیا کازان

### جایزه گلدن گلوب بهترین بازیگر مرد – فیلم درام
رونالد کولمن - مرد دوچهره

### جایزه گلدن گلوب بهترین بازیگر زن – فیلم درام
روزالیند راسل - عزا برازنده الکتراست

### جایزه گلدن گلوب بهترین بازیگر نقش مکمل مرد
ادموند گون - معجزه در خیابان سی و چهارم

### جایزه گلدن گلوب بهترین بازیگر نقش مکمل زن
سلست هولم - قرارداد شرافتمندانه

### جایزه گلدن گلوب بهترین کارگردانی
الیا کازان - قرارداد شرافتمندانه

### جایزه گلدن گلوب بهترین فیلم‌نامه
معجزه در خیابان سی و چهارم written by جرج سیتون

### جایزه گلدن گلوب بهترین موسیقی
Life with Father composed by ماکس اشتاینر

### جایزه گلدن گلوب بهترین فیلمبرداری
نرگس سیاه photographed by جک کاردیف

### Most Promising Newcomer - Male
ریچارد ویدمارک in بوسه مرگ

### Most Promising Newcomer - Female
لوئیز مکسول in That Hagen Girl

### Special Award - Best Juvenile Actor
دین استاکول in قرارداد شرافتمندانه

### Special Achievement Award
والت دیزنی for بامبی (Hindustani Version) Furthering The Influence Of The Screen

## See also
- انجمن مطبوعات خارجی هالیوود
- نخستین دوره جوایز بفتا
- جشنواره فیلم کن ۱۹۴۷
- بیستمین دوره جوایز اسکار
- 1947 in film